# Wintersun (Album)
Wintersun (engl. Wintersonne) ist das erste Studioalbum der finnischen Metal-Band Wintersun.

## Entstehung und Produktion
Jari Mäenpää schrieb die Stücke für das Album zwischen 1996 und 2003, während er als Sänger und Gitarrist bei Ensiferum aktiv war. Das Album war ursprünglich nur als Nebenprojekt gedacht.
Die Aufnahmen dauerten von Januar bis Mai 2004. Jari Mäenpää hatte das Studio schon lange zuvor gebucht. Als bekannt wurde, dass zu diesem Zeitpunkt eine Tournee von Ensiferum stattfinden sollte, entschied sich Mäenpää für Wintersun und verließ Ensiferum.
Das Schlagzeug wurde im Januar 2004 unter der Leitung Ahti Kortelainens von Kai Hahto aufgenommen, alles andere im April in den Sundi Coop Studios durch Jari Mäenpää unter der Führung von Tuomo Valtonen. Nino Laurenne, der Thunderstone-Gitarrist, mischte das Album im Mai 2004 in den Sonic Pump Studios, bevor es im Anschluss von Mika Jussila in den Finnvox Studios gemastert wurde.
Das Album wurde am 13. September 2004 durch das Plattenlabel Nuclear Blast veröffentlicht. Die Erstauflage wurde dabei in einem Schuber mit geprägtem Glanzdruck ausgeliefert. Auf diesem Schuber wurde kurioserweise noch das Lied Sadness and Hate als Bonustrack angegeben, auf der eigentlichen CD jedoch nicht. Auf der japanischen Sonderedition sind außerdem die Demos von Winter Madness, Beyond the Dark Sun und Death and the Healing enthalten.
Zum Song Beyond the Dark Sun wurde von Lowlifemedia ein Musikvideo gedreht.
Der Auftritt der Band auf dem Summer Breeze 2005, insgesamt der fünfte der Band, wurde auf einer Live-DVD veröffentlicht, die zusammen mit dem Album als Wintersun Tour Edition im Digipak veröffentlicht wurde.
Im November 2010 wurde das Album auf kolorierter Doppel-LP im Gatefold-Cover wiederveröffentlicht. Hierzu wurden die ersten sieben Stücke des Albums auf die erste LP verteilt, während die zweite LP lediglich auf der A-Seite mit Sadness and Hate bespielt war und die B-Seite leer blieb. Es wurden Fassungen in weißem und dunkelblauem Vinyl sowie eine auf 100 Exemplare limitierte Version in weiß-blau gesprenkeltem Vinyl hergestellt.

## Trackliste
1. Beyond the Dark Sun – 2:38 (1998)
2. Winter Madness – 5:08 (2002)
3. Sleeping Stars – 5:41 (1995–2003)
4. Battle Against Time – 7:03 (2002–2003)
5. Death and the Healing – 7:13 (1996)
6. Starchild – 7:54 (2000–2003)
7. Beautiful Death – 8:16 (2003)
8. Sadness and Hate – 10:16 (1996)
9. Winter Madness (Demo) [Bonus-Track auf der Japan-Ausgabe] – 6:00
10. Beyond the Dark Sun (Demo) [Bonus-Track auf der Japan-Ausgabe] – 2:43
11. Death and the Healing (Demo) [Bonus-Track auf der Japan-Ausgabe] – 6:46

Texte und Musik von Jari Mäenpää

## Stil

### Musik
Der Musikstil des Albums kann nicht eindeutig definiert werden. Er kann allerdings als melodisch und/oder episch beschrieben werden. Es enthält umfassende Elemente vieler Metal-Substile, wie Black-, Death-, Power- und Viking Metal mit entsprechenden Folk-Einflüssen. Darüber hinaus ist auch eine klangliche Ähnlichkeit zu Jari Mäenpääs vorheriger Band Ensiferum zu hören, wobei bei Wintersun der Folk nicht im Vordergrund steht.
Die Lieder haben oft komplexere Strukturen als das typische Strophe-Refrain-Schema. Ein Beispiel dafür ist der Titel Starchild, der sich sowohl musikalisch als auch lyrisch in mehrere Teile gliedern lässt. Der Gesang ist sowohl durch das für den Black Metal typische Screaming, als auch durch klaren, hymnischen Gesang und durch hohen Falsett-Gesang, wie im Power Metal, geprägt. Daneben sind oft auch komplexe Gitarrenriffs, -soli und Schlagzeugpassagen zu hören.
Als Einflüsse auf die Kompositionen gibt Jari Mäenpää an

„Früher waren das Sachen wie KISS, W.A.S.P., Metallica, Megadeth, Guns N’ Roses, Skid Row, Dissection, Amorphis, At the Gates. Heute dann eher Künstler wie Devin Townsend oder Filmmusik. Hm, eigentlich gibt es heutzutage nicht so viel an Einflüssen, ich denke mal, dass mich auch heute noch die Sachen von früher irgendwie berühren.“

Vom Plattenlabel wird Wintersun mit der dort ebenfalls unter Vertrag stehenden Band Children of Bodom verglichen; Mäenpää bestreitet allerdings, von dieser Band beeinflusst zu sein, da er Children of Bodom nicht besonders möge.

### Texte
“Lyrically it's quite a personal record, but there's a little bit of fantasy also. Actually, you can understand the songs by many ways and meanings, which is great. But underneath all the metaphors to stars, space, vast and cold winter landscapes, it's all about my personal life - my feelings, emotions, thoughts, dreams, visions and hallucinations.”

„Textlich gesehen ist es ein sehr persönliches Album, wenn auch mit ein wenig Phantasie. Tatsächlich kann man die Texte auf viele verschiedene Arten verstehen, was großartig ist. Aber neben allen Metaphern von Sternen, Weltraum, weiten und kalten Winterlandschaften, geht es auch um mein persönliches Leben – meine Gefühle, Emotionen, Gedanken, Träume, Visionen und Halluzinationen.“

In den Texten von Wintersun wird oft der Gedanke vom Tod hinterfragt, Mäenpää bringt diesen oft in Verbindung mit Sternen.
Den Song Beautiful Death schrieb der Finne während seiner Zeit beim Militär, als er unter Tuberkulose litt und für mehrere Monate ins Krankenhaus eingewiesen wurde.
Auf die Frage, welchen Stellenwert die Texte in seiner Musik haben, antwortet er:

„Eine sehr wichtige, denn ein Text haucht einem Song erst Leben ein. Es geht dabei nicht darum, eine Story zu erzählen oder eine Message zu haben - wobei es ja auch nicht schlecht ist, dies zu tun. Aber wenn die Lyrics gut arrangiert sind und richtig in den Song passen, ist das Gesamtpaket erst perfekt.“

Die Texte werden in englischer Sprache vorgetragen.

### Bedeutung
Auf die Frage, was sein Lieblingslied ist, antwortet Mäenpää:

“Well, every song is a highlight and important to me in their own ways. "Beautiful Death" and "Battle Against Time" were therapeutic to write, because they deal with the negative sides of my life and it was good to get those feelings on paper and into music. "Death And The Healing", "Sleeping Stars" and "Sadness And Hate" are very old songs that still live on, so they have sentimental value.”

„Gut, jedes Lied ist ein Highlight und wichtig für mich auf eine eigene Weise. ‚Beautiful Death‘ und ‚Battle Against Time‘ waren am Beruhigendsten zu schreiben, weil sie die negativen Seiten meines Lebens behandeln, und es war gut diese Gefühle auf Papier und in Musik zu bringen. ‚Death and the Healing‘, ‚Sleeping Stars‘ und ‚Sadness and Hate‘ sind sehr alte Lieder, die immer noch weiterleben, sie sind mir immer noch wichtig.“

### Cover
Das Cover zu Wintersun wurde von Kristian Wåhlin entworfen. Der Mann, der im Schnee liegt, soll den Tod und die Hoffnungslosigkeit zeigen. Das Licht zwischen den Bäumen soll Heimat, Ziel und Geburt/Heilung darstellen.

## Rezeption
Ed Rivadavia vom All Music Guide lobt die Kompositionen – trotz gelegentlicher Vorhersehbarkeit – in ihrer musikalischen Vielfalt und empfiehlt das Album Anhängern von extremem und doch zugänglichem Metal. Frodi Stenberg vom Metal Observer hebt besonders die technischen Fertigkeiten der beteiligten Musiker in einem Album heraus, das sich von Song zu Song steigere und ihn, der das Genre als erschöpfend behandelt angesehen hatte, vom Gegenteil überzeugt habe. Michael Popke von Sea of Tranquility sieht die Musiker bezüglich der Beherrschung ihrer Instrumente und der Kompositionsfertigkeiten zwar über alle Zweifel erhaben; nicht überzeugen kann ihn jedoch die Art des Gesangs von Jari Mäenpää, dieser stehe nicht im Einklang mit dem Rest.